# Condado de Sweet Grass
El condado de Sweet Grass (en inglés: Sweet Grass County) es uno de los 56 condados del estado estadounidense de Montana. En el año 2000 tenía una población de 3.609 habitantes con una densidad poblacional de una persona por km². La sede del condado es Big Timber.

## Geografía
Según la Oficina del Censo, el condado tiene un área total de 4823 km² (1862,2 mi²), de la cual 4804 km² (1854,8 mi²) es tierra y 18 km² (6,9 mi²) (0,37%) es agua.

### Condados adyacentes
- Condado de Wheatland - norte
- Condado de Golden Valley - noreste
- Condado de Stillwater - este
- Condado de Park - sur y oeste
- Condado de Meagher - noroeste

### Carreteras
- Interestatal 90
- U.S. Highway 191
- U.S. Highway 10 (antigua)

## Demografía
En el 2000 la renta per cápita promedia del condado era de $32,422, y el ingreso promedio para una familia era de $38,750. En 2000 los hombres tenían un ingreso per cápita de $28,385 versus $17,245 para las mujeres. El ingreso per cápita para el condado era de $17,880. Alrededor del 11.40% de la población estaba bajo el umbral de pobreza nacional.

## Comunidades

### Ciudad
- Big Timber

### Lugar designado por el censo
- Greycliff

### Otra comunidad
- Melville